# Thorkild Juncker
Thorkild Peter Juncker Hansen, eller kort Th. Juncker (3. oktober 1897 i København – 28. november 1955 i Aarhus) var en fremtrædende dansk erhvervsmand, direktør for Aarhus Oliefabrik (nu AarhusKarlshamn) 1927-1945.

## Karriere
Efter endt uddannelse hos Østasiatisk Kompagni (ØK) gjorde Juncker som direktionssekretær lynkarriere hos konkurrenten Aarhus Oliefabrik og overtog i en ung alder i 1927 posten som direktør. Her udfoldede han sig hurtigt som en dygtig, visionær, benhård og beundret industrileder, som på få år formåede at genrejse et fallitbo til en af landets førende industrivirksomheder. I 1937 stod fabrikken på Aarhus Havn for 10 % af den samlede danske industrieksport. Junckers bedrift skal ses på baggrund af 1930'ernes dybe og verdensomspændende recession.

## Erhvervs- og forskningspolitik
Som følge af denne succes blev Juncker i 1930'erne en fra politisk side stærkt ombejlet erhvervsskikkelse. I 1937 var han medstifter af Akademiet for de Tekniske Videnskaber. Han blev direkte inddraget i erhvervs- og råstofpolitikken, mest synligt gennem sit medlemskab af den af statsminister Thorvald Stauning og nationalbankdirektør C.V. Bramsnæs nedsatte Statsministeriets Produktions- og Raastofkommission 1937-1945. Han gjorde sig i kommissionen til talsmand for en aktiv statslig industrifremmende politik efter overordnede korporative og planøkonomiske principper og fremhævede i den forbindelse en aktiv forskningspolitik som et centralt element heri. Junckers forskningspolitiske overvejelser og initiativer, fremført såvel i offentligheden som internt i Raastofkommissionen, udmøntede sig i 1942 et forslag om oprettelse af et statsligt teknisk-videnskabeligt forskningsinstitut, som bl.a. skulle arbejde med syntesekemiske og råstofrelaterede problemer.
I direkte forlængelse heraf vedtog Folketinget i 1946 en lov om oprettelse af Det teknisk-videnskabelige Forskningsråd, Danmarks første forskningsråd.

## Under Besættelsen
Efter den nazistiske besættelse af Danmark i 1940 anså Juncker den tekniske og videnskabelige forskning som det største aktiv i forhold til at sikre en fleksibel indpasning (dvs. overlevelse) i en europæisk storrumsøkonomi under nazistisk lederskab, og han offentliggjorde sine overvejelser herom i det ledende nazistiske organ Berliner Börsen Zeitung i februar 1941. I artiklen tilsluttede Juncker sig den nazistiske storrumstanke, samtidig med at han direkte udfordrede den i Berlin herskende opfattelse af Danmarks plads i en sådan planøkonomisk indretning, ifølge hvilken Danmark primært var tiltænkt rollen som leverandør af levnedsmidler. Under besættelsen blev Juncker formand for Udenrigsministeriets Østrumsudvalg, der på officielt plan varetog og udviklede det danske erhvervslivs ikke ubetydelige interesser i de erobrede områder mod øst. Ved oprettelsen af Dansk-Tysk Selskab i Aarhus i 1940 blev Juncker formand for selskabet, der var en jysk provinsafdeling af Dansk-Tysk Forening. Efter krigen var disse formandshverv den direkte anledning til, at han betragtedes som nazisympatisør.

## Dømt i Retsopgøret
I 1947 idømtes han i Københavns Byret en to års fængselsstraf og fradømtes almen tillid i fem år for sin medvirken i hofjægermester Jørgen Sehesteds statskupplaner i sensommeren 1940. Retten lagde især vægt på indholdet af et af Juncker udarbejdet memorandum, som i sommeren 1940 blev overgivet til den tyske SS-Sturmbannführer Eberhard von Löw. I dette memo tilbød Juncker efter rettens mening sin ekspertise indenfor kolonial råstofhåndtering, logistik og transport til Det tredje Riges ledelse, der som påpeget i memoet manglede erfaringer på dette område. Memoet har siden gennem socialdemokraten Holger Eriksens erindringer givet anledning til en dramatisk myte om, at Juncker under krigen stilede efter at blive Hitlers koloniminister, hvilket memoet i sig selv ikke giver holdbart belæg for.
Juncker blev også slettet fra Kraks Blå Bog.

## Nazist?
Det har været omdiskuteret, hvorvidt Juncker var nazist eller ej. Juncker bifaldt meget af det, der skete i Tyskland efter 1933, ikke mindst den korporative industripolitik og inkorporerede selv mange elementer af Kraft durch Freude ideologien på sin egen fabrik. Juncker plejede med omhu sine forbindelser til de tyske nazister, men han var ikke medlem af det danske nazistparti DNSAP og forholdet til Frits Clausens folk var direkte anstrengt. Diskussionen om Junckers evt. nazisme har sløret af det forhold, at han langt ind i krigen nød både Staunings og stats- og udenrigsminister Erik Scavenius' tillid og opbakning. Både C.V. Bramsnæs og Scavenius bragte ham op som et muligt ministeremne ved forskellige kritiske lejligheder i 1941-42.

## Terma
Efter krigen købte Juncker et mindre aarhusiansk instrumentværksted med en håndfuld medarbejdere og opbyggede på denne beskedne basis den højteknologiske elektronikvirksomhed Terma. Ved Junckers død i 1955 havde virksomheden over 150 medarbejdere. Juncker hører til blandt det 20. århundredes største danske erhvervsfolk.